# Godefridus van Massow
Godefridus van Massow (* 18. September 1761 in Zaltbommel; † 7. Mai 1818 in Leyden) war ein niederländischer Kaufmann und Ratsherr.
Er gehörte zu dem niederländischen Zweig der pommerschen uradligen Familie von Massow. Sein Vater Hendrik Johannes van Massow (* 1727; † 1789) war niederländischer Rittmeister, seine Mutter Arnolda Judith Goris (* 1735; † 1797) war eine Tochter des Zaltbommeler Richters und Schultheißen Godefridus Goris. Sein Großvater Gerlach Cornelis Johannes van Massow († 1758) war niederländischer Generalmajor.
Godefridus van Massow ging als Kaufmann im Dienst der Niederländischen Ostindien-Kompanie nach den Ostindischen Inseln. Hier wirkte er in Semarang, Rembang, Soerabaya und zuletzt in Batavia und erwarb sich ein Vermögen.
In die Niederlande zurückgekehrt, war er von 1815 bis zu seinem Tod 1818 Ratsherr der Stadt  Leyden.
1817 wurden er und seine Nachkommen als „van Massow“ in den Niederländischen Adel aufgenommen, und zwar in den untitulierten Adel mit dem Prädikat Jonkheer. 1816 hatte er sich von den Senioren der pommerschen Familie von Massow eine Bescheinigung geben lassen, wonach er ein echter legitimer und lehnsfähiger Angehöriger der Familie war.
Godefridus van Massow heiratete 1791 in Semarang Catherine Frederica de Vignon d’Avrincourt. Aus der Ehe gingen acht Kinder hervor, von denen ihn sechs Kinder überlebten. Die Tochter Elisabeth Wilhelmina van Massow (* 1793) heiratete den Reichsgrafen Adolf von Rechteren-Limpurg, niederländischer Kammerherr und Mitglied der Provinzialstände von Overijssel. Der Sohn Gerlach Cornelis Johannes van Massow (* 1794; † 1852) wurde Jurist und Ratsherr der Stadt Leyden; ihm wurde 1844 der Baronstitel verliehen. Der Sohn Frederik van Massow (* 1798; † 1876) beanspruchte den Baronstitel wegen seiner Zugehörigkeit zu uradligen Familie von Massow, war damit erfolglos und ließ sich 1837 aus dem niederländischen Adel streichen.